# 3319 Kibi
3319 Kibi è un asteroide della fascia principale. Scoperto nel 1977, presenta un'orbita caratterizzata da un semiasse maggiore pari a 3,1737800 UA e da un'eccentricità di 0,1477053, inclinata di 3,82074° rispetto all'eclittica.